# Кеуц, Майя
Майя Кеуц (словен. Maja Keuc; род. 16 января 1992, Марибор) — словенская певица, представлявшая страну на конкурсе песни Евровидение 2011.

## Биография
Майя впервые стала известна широкой публике после выступления на музыкальном конкурсе «Slovenija ima talent» («Словения ищет талант»), на котором она заняла второе место. В 2010 она присоединилась к группе «Papir», с которыми она выпустила альбом «Po viharju».
В 2011 по словенскому телевидению было объявлено о наборе на участие в предварительном отборочном туре на Евровидение («Evrosong 2011»). Майя исполнила песню Матьяжа Влашича «Vanilija» («Ваниль»), с которой она и победила на конкурсе, став представителем Словении на конкурсе песни Евровидение. Тем не менее, на самом Евровидении была исполнена песня на английском языке — «No One». Исполнив конкурсную композицию во втором полуфинале, Майя набрала достаточное количество баллов, чтобы выйти в финал конкурса. В финале выступление певицы прошло довольно эффектно, и набрав 96 баллов, певица финишировала тринадцатой. В октябре 2011 вместе с Клеменом Слаконья стала ведущей телепроекта «Миссия — Евровидение» (Misija Evrovizija) на РТВ Словения (RTV Slovenija). Была одним из членов жюри отборочного конкурса в Латвии перед Евровидением-2014.

## Дискография

### Альбомы
1. 2011 — No One (мини-альбом)
2. 2011 — Indigo

### Синглы
| Год  | Название          | Наивысшие позиции | Наивысшие позиции | Альбом |
| Год  | Название          | Top Slovenija     | IPF (годовой)     | Альбом |
| ---- | ----------------- | ----------------- | ----------------- | ------ |
| 2011 | «Vanilija»        | 1                 | 25                | No One |
| 2011 | «No One»          | —                 | 57                | No One |
| 2011 | «Zmorem»          | 1                 | 114               | Indigo |
| 2011 | «Ta čas»          | 6                 |                   | Indigo |
| 2012 | «Tako lepo mi je» | 11                |                   | Indigo |

### Видеоклипы
| Год  | Название                          | Альбом | Режиссёр(ы)            | Видео |
| ---- | --------------------------------- | ------ | ---------------------- | ----- |
| 2011 | «No One»                          | No One | i3                     | Видео |
| 2011 | «Ta čas»                          | Indigo |                        | Видео |
| 2012 | «Tako lepo mi je»                 | Indigo | Darko Berlič           | Видео |
| 2012 | «You’re A Tree and I’m a Balloon» | Indigo | Filip Filkovic Philatz | Видео |